# Matsudaira (Echizen)

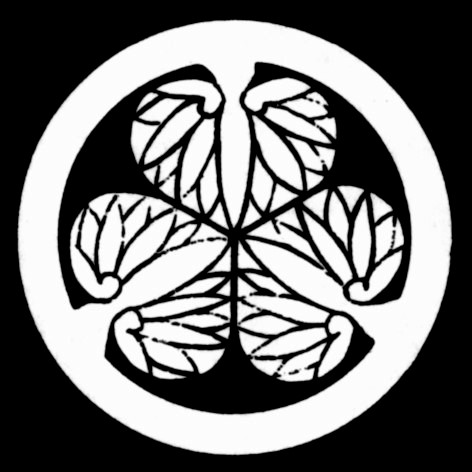
Wappen der Matsudaira
(Drei Malven-Blätter)

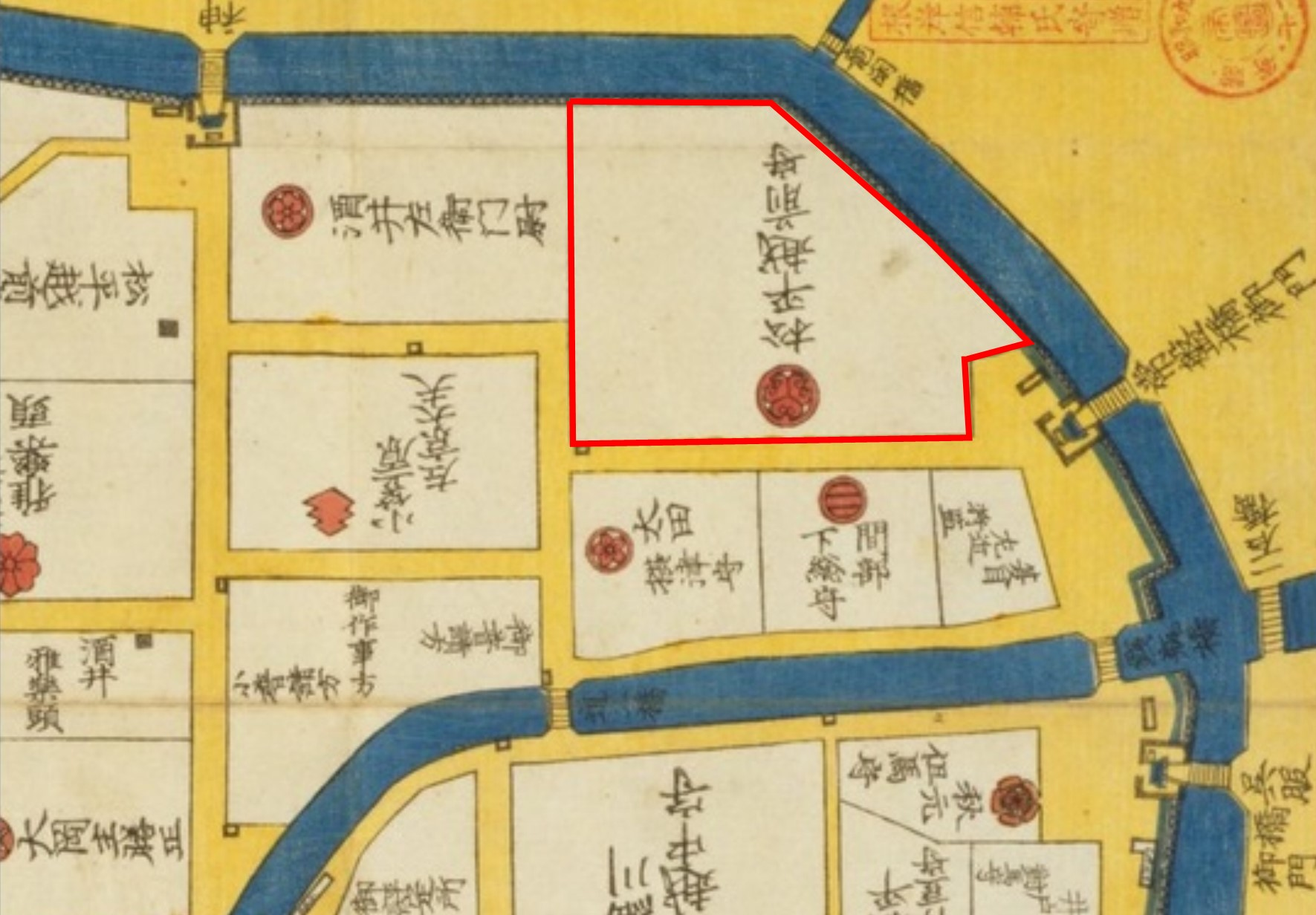
Matsudaira (Fukui)-Residenz in Edo

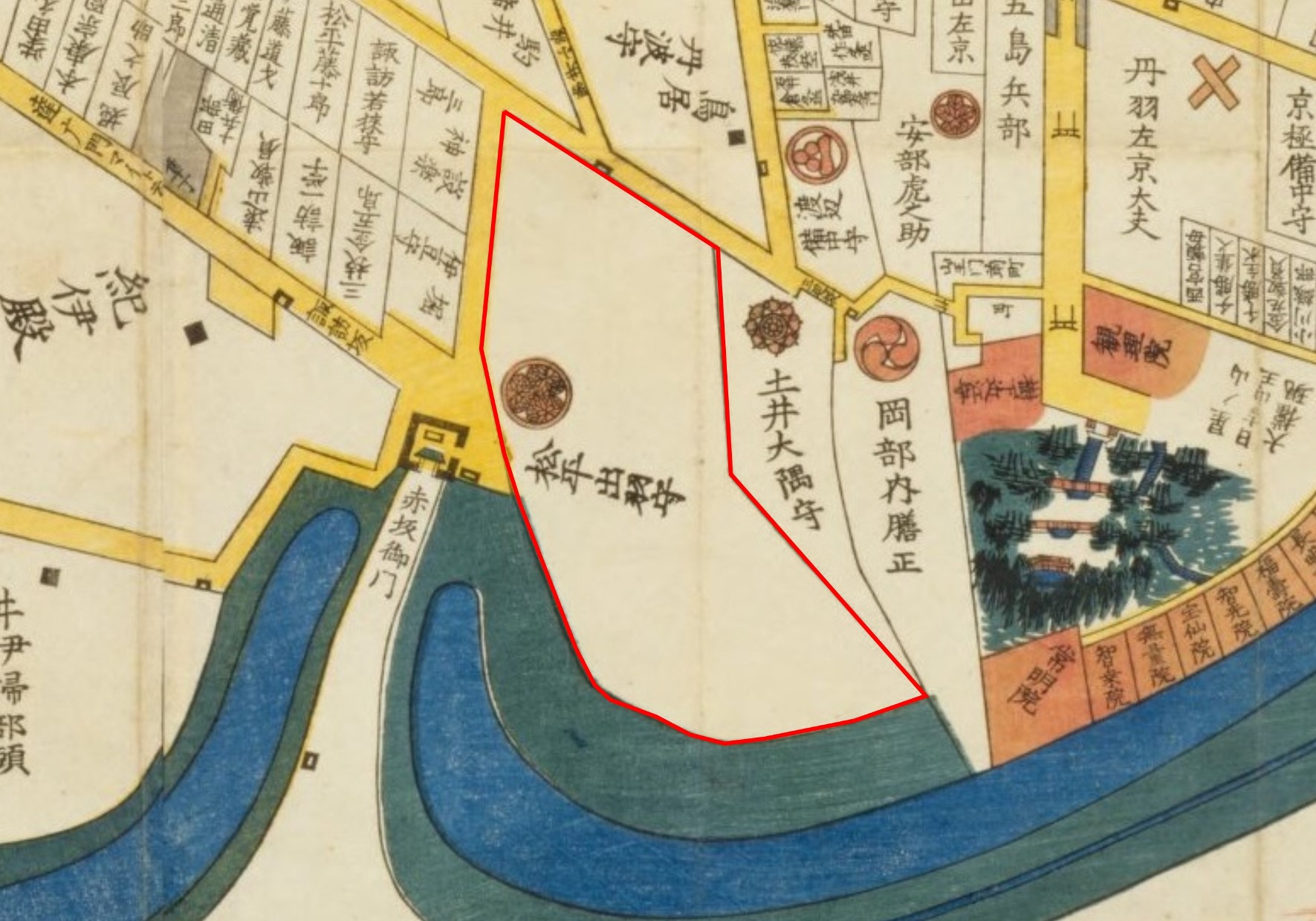
Matsudaira (Matsue)-Residenz in Edo

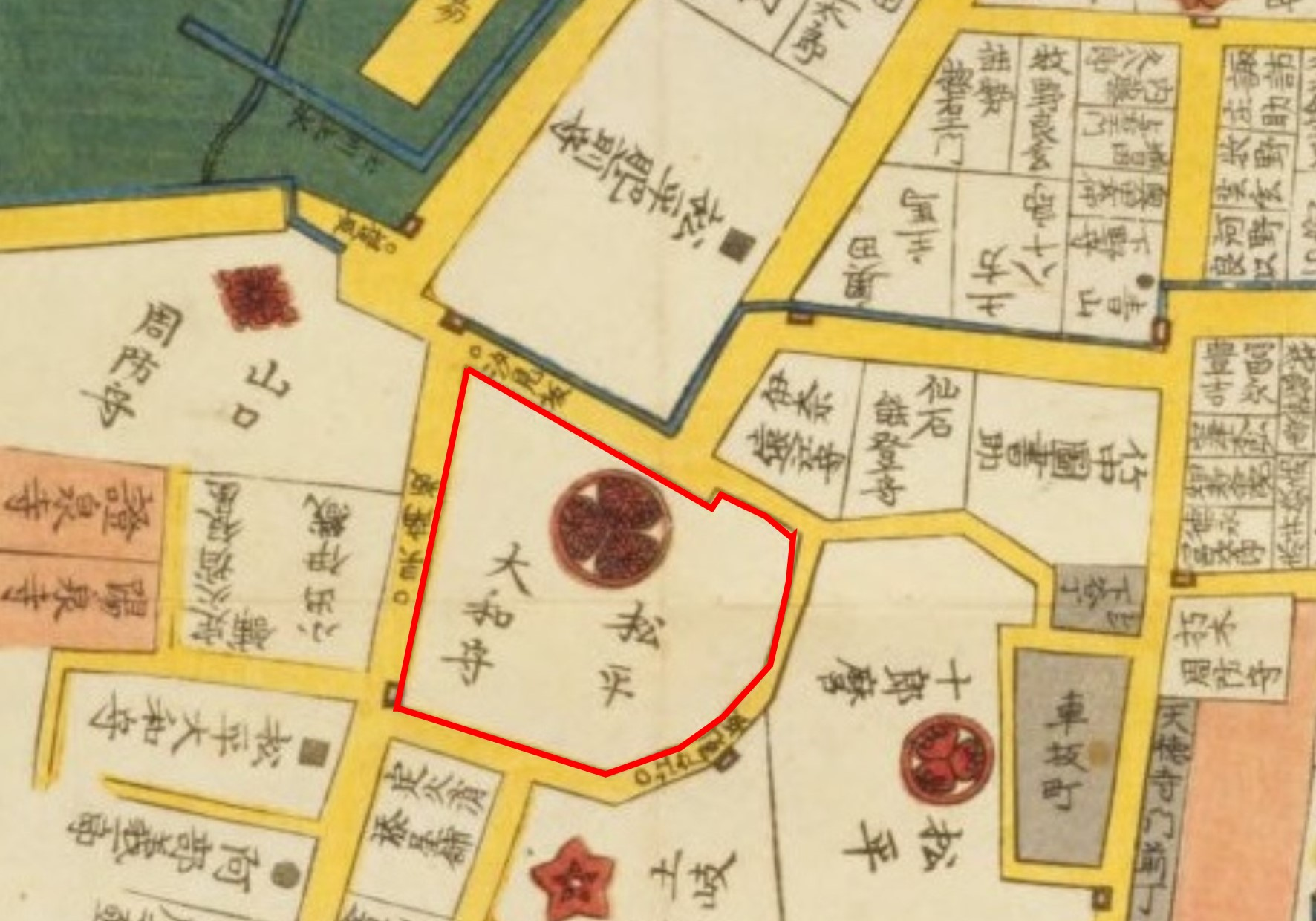
Matsudaira (Maebashi)-Residenz in Edo

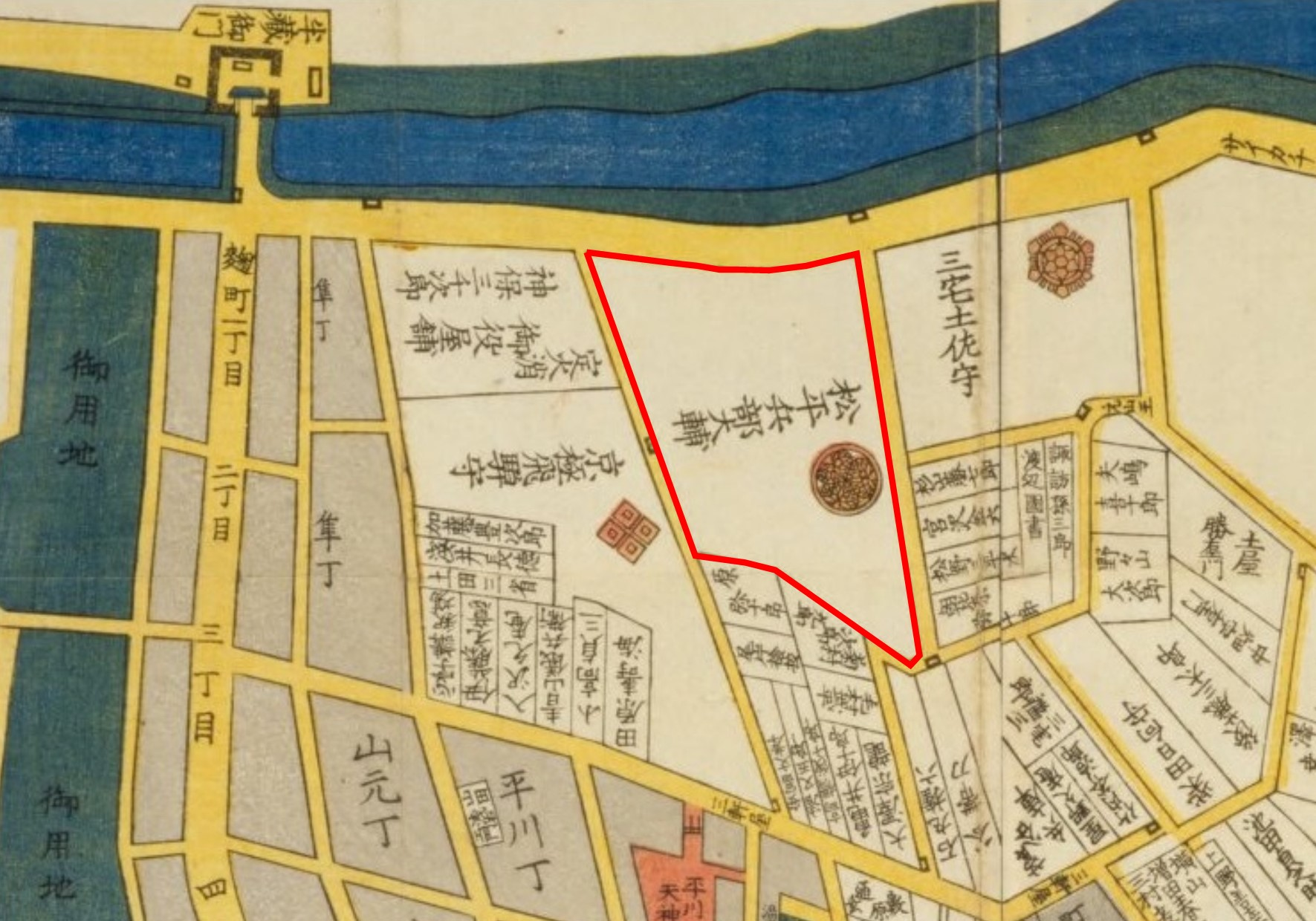
Matsudaira (Akashi)-Residenz in Edo

Die Echizen-Matsudaira (japanisch 越前松平家, Echizen Matsudaira-ke) waren eine Familie des zum japanischen Schwertadel (Buke) gehörenden Matsudaira-Klans, die von Yūki Hideyasu, dem zweiten Sohn Tokugawa Ieyasus abstammen. Mit einem Einkommen von 340.000 Koku gehörten die in Fukui (Präfektur Fukui) residierenden Matsudaira zu den großen Shimpan-Daimyō der Edo-Zeit.

## Genealogie
- Hideyasu (秀康, 1574–1607), zweiter Sohn Tokugawa Ieyasus, wuchs bei Toyotomi Hideyoshi auf und nahm 1587 an dessen Feldzug in Kyūshū gegen die Shimazu teil. Yūki Harutomo (結城晴朝, 1534–1614), der keine Kinder hatte, bat 1590 Hideyoshi um einen Adoptivsohn. Hideyoshi wählte Hideyasu aus, der nun den Familiennamen Yūki trug und damit in den Besitz des Lehens mit 100.000 koku kam. Im Jahre 1600 begleitete Hideyasu seinen Vater im Kriege gegen Uesugi Kagekatsu, nahm auch an der Schlacht von Sekigahara teil. Danach bekam er das Daimyat von Kita-no-shō (北ノ庄) in der Provinz Echizen mit 670.000 koku. Hideyasu begann Kita-no-shō zur Burg Fukui groß auszubauen, starb aber bereits mit 33 Jahren. Er hinterließ fünf Söhne, die die acht Linien des Hauses begründeten.
  - Tadanao (忠直, 1595–1650), der älteste Sohn, übernahm das Lehen seines Vaters, überließ aber den Namen Yūki seinem Bruder Naomoto. Kaum war er im Amt, beschwerten sich seine Vasallen, die sich an den Shōgun wandten, worauf Honda Tomimasa als Vermittler bestellt wurde. Als Tadanao nicht rechtzeitig zur Belagerung der Burg Ōsaka erschien, verärgerte er Ieyasu. Aber dann zeichnete er sich durch einen Sieg gegenüber den Truppen von Sanada Yukimura aus. Tadanao war allerdings enttäuscht, als er für seine Leistung nur zum Sangi (参議) ernannt wurde. Er begann seine Pflichten zu vernachlässigen, wurde 1622 abgesetzt und nach Ogiwara (Provinz Bungo) ins Exil geschickt. Sein Lehen wurde seinem Bruder Tadamasa übertragen.
    - Mitsunaga (光長, 1615–1707), ältester Sohn Tadanaos, wurde 1622 nach Takada (Echigo) geschickt, um das dortige Lehen seines Bruders mit 240.000 koku zu übernehmen, da dieser nun Fukui übernahm. Er ließ sich von seinen Vasallen schlecht beraten, wurde abgesetzt und nach Matsuyama (Iyo) verbannt.
      - Nobutomi (宣富), Adoptivsohn Mitsunagas, erhielt 1699 das Lehen Tsuyama (Mimasaka). Die Familie residierte dort bis 1868. nach 1868 Vizegraf.

  - Tadamasa (忠昌, 1597–1645) zweiter Sohn Hideyasus, nahm an der Belagerung von Ōsaka teil, von wo er 57 Köpfe seiner Gegner als Trophäen mit nach Hause brachte. Er erhielt das Lehen von Kawanakajima (Shinano) mit 150.000 koku, 1619 das Lehen von Takada mit 250.000 koku. Als Tadanao 1622 abgelöst wurde, erhielt Tadamasa das Lehen Fukui mit 320.000 koku.  Die Familie residierte dort bis 1868.
    - Yoshinaga (慶永, 1829–1890), auch sinojapanisch Keiei genannt, spielte eine wichtige Rolle zur Zeit der Meiji-Restauration. Er erhielt nach 1868 den Titel Fürst.
    - Ein Nebenzweig residierte von 1717 bis 1868 in Itoigawa (Echigo) mit einem Einkommen von 10.000 koku. Nach 1868 Vizegraf.

  - Naomasa (直政, 1601–1666) war der dritte Sohn Hideyasus. Er und seine Familie residierten nacheinander 1623 in Ōno (Echizen)  mit 50.000 koku, ab 1633 in Matsumoto (Shinano) mit 80.000 koku und dann ab 1638 in Matsue (Izumo) mit 186.000 koku. Letzter Daimyō war
  - Sadayasu  (定安, 1835–1882). Nach 1868 Graf.
    - Eine Nebenlinie residierte von 1666 bis 1868 in Hirose (Izumo)[A 1] mit 30.000 koku. Nach 1868 Vizegraf.
    - Eine weitere Nebenlinie residierte von 1677 bis 1868 in Mori (Izumo)[A 1] mit 10.000 koku. Nach 1868 Vizegraf.

  - Naomoto (直基, 1604–1648) war vierter Sohn Hideyasus. Er und seine Familie residierten ab 1624 in Katsuyama (Echizen) mit 30.000 koku, ab 1634 in Ōno (Echizen),  ab 1644 in Yamagata (Yamagata) (Dewa) mit 150.000 koku, ab 1648 in Himeji (Harima), ab 1649 in Murakami (Niigata) (Echigo), ab 1667 wieder in Himeji, ab 1682  in Hida (Bungo)[A 2] ab 1668 wieder in Yamagata, ab 1692 in Shirakawa (Mutsu), ab 1741 zum dritten Mal in Himeji, ab 1749 in Maebashi (Kōzuke), ab 1767 in Kawagoe (Musashi), und dann von 1863 bis 1868 wieder Maebashi mit 170.000 koku. Letzter Daimyō war
    - Naokatsu  (直克, 1840–1897). Nach 1868  Graf.

  - Naoyoshi (直良) war fünfter Sohn Hideyasus. Er und seine Familie residierten nacheinander ab 1624 in Kinomoto[A 2] (Echizen) mit 25.000 koku, ab 1635 in Katsuyama (Echizen) mit 35.000 koku, ab 1644 in Ōno mit 60.000 koku und schließlich von 1682 in Akashi (Harima) mit 100.000 koku. Letzter Daimyō war
    - Naomune  (直致, 1849–1884). Nach 1868 Vizegraf.